# Audició humana
L'audició constitueix els processos psico-fisiològics que proporcionen a l'ésser humà la capacitat d'escoltar i és el resultat d'un complex mecanisme proporcionat per les dues orelles (per permetre la percepció binaural estereofònica), uns centres nerviosos que transformen l'estímul mecànic de les ones en sons i la participació activa i permanent del cervell.
Més enllà de les ones sonores, el procés de l'audició humana implica processos fisiològics derivats de l'estimulació de l'òrgan de l'audició (òrgan de Corti), com la transducció sensorial, i processos psicològics, derivats de l'acte conscient d'escoltar un so. Per això podem dividir el sistema auditiu en dues parts:
- Sistema auditiu perifèric (l'orella), responsable dels processos fisiològics que capten el so i l'envien al cervell.
- Sistema auditiu central (nervis auditius i el cervell), responsable dels processos psicològics que conformen la percepció sonora.

En els éssers humans i altres vertebrats, l'audició es realitza principalment pel sistema auditiu: les vibracions són detectades per l'orella que les converteix en impulsos nerviosos que són percebuts pel cervell (principalment en el lòbul temporal). De la mateixa manera que el tacte, l'audició requereix sensibilitat en els moviments de les molècules externes a l'organisme, ja que, com el tacte, fa servir mecanoreceptors.
Com arriba el so de l'exterior fins l'oïda interna
El so, és una ona mecànica que es propaga longitudinalment i tridimensionalment a través d'un medi. En el nostre ambient vital, l'aire, els sons poden definir-se com a variacions audibles de la pressió de l'aire. Doncs, qualsevol cosa capaç de moure molècules d'aire pot generar un so.
Les variacions de pressió i els diferents moviments ondulatoris del so són detectats per les cèl·lules ciliades internes localitzades en l'oïda interna generant els impulsos nerviosos.
L'audició depèn d'una sèrie de passos complexes que converteixen les ones sonores que viatgen per l'aire en senyals elèctriques. Aquestes senyals arriben al cervell per mitjà del nervi auditiu (VIII parell cranial).

Porcions de l'oïda humana

L'òrgan de l'audició, des d'un punt de vista funcional es divideix en:
- Porció externa o oïda externa
- Porció mitja o oïda mitjana
- Porció interna o oïda interna

1. Les ones sonores entren a l'oïda externa per mitjà d'un passadís estret anomenat, conducte auditiu, que arriba fins al timpà.
2. El moviment de les ones sonores fa vibrar el timpà i a l'hora transmet aquestes vibracions a tres ossets diminuts de l'oïda mitjana: el martell, l'enclusa i l'estrep.
3. Els ossets de l'oïda mitjana amplifiquen o augmenten les vibracions de so i les envien a la còclea en l'oïda interna. La còclea té una membrana elàstica al llarg de la seva estructura que la divideix en dues secciones: superior i inferior. Aquesta membrana és coneguda com a “membrana basilar” perquè serveix de base per estructures clau del sistema auditiu.
4. Un cop que les vibracions arriben al líquid dins la còclea, es formen unes ones que viatgen al llarg de la membrana basilar. Les cèl·lules ciliades, cèl·lules sensorials que es subjecten a la superfície de la membrana basilar a prop de la part gruixuda de la còclea(en forma de cargol), detecten sons dels tons més aguts, mentre que les que es troben a prop del centre detecten tons més greus.
5. Al moure’s les cèl·lules ciliades cap amunt i cap avall, unes projeccions microscòpiques conegudes com a estereocilis, que es troben damunt de les cèl·lules ciliades, es troben amb una membrana que sobresurt i seguidament, s'inclinen. Aquesta inclinació fa que s'obrin uns canals que semblen porus que es troben a les puntes dels estereocilis. Quan això succeeix, certes substàncies entren a les cèl·lules, generant així una senyal elèctrica.
6. En moure’s les cèl·lules ciliades amunt i avall, (unes projeccions microscòpiques, conegudes com a estereocilis que es troben sobre les cèl·lules ciliades) xoquen amb una membrana que sobresurt i s'inclinen. L'anomenada inclinació fa que s'obrin els canals anomenats abans que es troben a les puntes dels estereocilis. Quan aquest procés es dona, certes substàncies químiques entren a les cèl·lules, generant així una senyal elèctrica.
7. El nervi auditiu transmet la senyal elèctrica al cervell i la transforma en sons que podem reconèixer i entendre.

Rang auditiu humà
El camp auditiu humà correspon a una banda específica de freqüències i un rang específic d'intensitats, percebudes per la nostra oïda anomenat regió audible de l'espectre de freqüència del so. Les vibracions acústiques fora d'aquest camp no es consideren "sons", fins i tot si poden ser percebuts per altres animals.
L'oïda humana capta els nivells d'intensitat acústica compresos entre 0dB (llindar) a 120-130 dB. Això és cert per al rang de freqüència mitjana (1-2 kHz). Per a freqüències més baixes o més altes, la dinàmica es redueix.
L'oïda humana percep només freqüències entre 20 Hz (to més baix) a 20 kHz (to més alt) que són les que inicien els impulsos nerviosos cap al cervell humà i que seran interpretats pel mateix en forma de so. Tots els sons per sota de 20 Hz es qualifiquen com a infrasons, encara que alguns animals els escolten (com per exemple la rata topo o l'elefant). De la mateixa manera, tots els sons per sobre de 20 kHz es qualifiquen com a ultrasons, però són sons per a un gat o un gos (fins a 40 kHz) o per a un dofí o una ratapinyada (fins a 160 kHz).
No obstant, com es mostra en el gràfic a continuació, tots els sons superiors a 90 dB danyen l'oïda interna i fins i tot poden causar danys irreversibles per sobre de 120 dB.
El camp auditiu humà està limitat per la corba del llindar de percepció sonora (a baix) i una corba que dona el límit superior de la percepció del so (a dalt). Tingui en compte que més enllà d'aquesta corba existeix perill per a l'oïda interna (còclea). En cada freqüència, entre 20 Hz i 20 kHz, el llindar de la nostra sensibilitat és diferent. El millor llindar (al voltant de 2 kHz) és pròxim a 0 dB. També és en aquest rang mitjà de freqüències on la dinàmica de la sensació és la millor (120 dB). L'àrea de conversa (verd fosc) mostra el rang de sons més comunament utilitzat en la percepció de la veu humana; quan la pèrdua d'audició afecta aquesta àrea, la comunicació es veu alterada.

Corbes de Fletcher- Munson o isofòniques

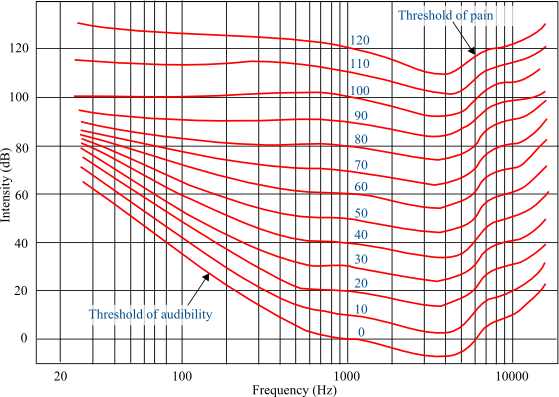
Corbes de Fletcher- Munson

Fletcher i Munson van estudiar estadísticament com sentim a diferents freqüències, a força d'anotar les respostes d'un ampli grup de persones davant senyals de prova. És molt fàcil apreciar que sentir dos tons diferents amb el mateix nivell SPL, com per exemple 200 i 1600 Hz, produeix sensació d'un nivell percebut molt diferent (molt major en el de 1600). Un to amb freqüència de 4000Hz per exemple, pot ser escoltat a nivells d'intensitat inferiors a 0dB.
Van tenir la idea de crear unes ‘gràfiques d'igual sonoritat’ (corbes isofòniques) per a diferents nivells, des de molt pròxims al llindar d'audició a uns altres ja realment fortes. Cada corba representa el nivell de pressió sonora (SPL) que cal produir a cada freqüència per a aconseguir una mateixa sensació que la que es té amb un determinat nivell a 1kHz. Prenent com a referència el recorregut entre els llindars d'audició i dolor a 1kHz (0 i 120 dB SPL) van crear corbes,on per un to amb una freqüència de 1000Hz, el llindar d'audició és de 0 dB, però un to de 20Hz el llindar d'audició hauria de tenir un nivell d'intensitat superior a 70 dB perquè sigui audible.
Els mínims en les corbes indiquen que l'oïda humà és més sensible als sons amb freqüències entre 4000 Hz i 12000 Hz.
Algunes conclusions a partir de les corbes isofòniques:
- Des de 1500 fins a 6000 Hz, aproximadament, tenim major sensibilitat, amb 3000 Hz com la freqüència més sensible. Salvant aquesta zona sempre una mica més sensible, per sota de 600 i per sobre de 6000Hz tenim cada vegada més dificultat per a escoltar, tenim menor sensibilitat.
- En la part alta (més de 6000 Hz) es tracta principalment d'un ‘graó’ (amb uns 10 dB menys de sensibilitat que a 1000Hz.) acompanyat de l'efecte de desaparició progressiva de l'escolta dels molt aguts (15000 d'ara endavant) que és molt sever. Però globalment el recorregut dinàmic (excepte en aquestes altíssimes freqüències que ja es perden) a penes s'ha reduït, sent d'uns 110 dB en comptes de 120.
- En la part de baixes freqüències tenim efectes molt més severs, amb una compressió progressiva del rang dinàmic que arriba a ser de només 60 dB (la meitat) enfront dels 120 presents a 1000 Hz. Aquesta compressió del rang dinàmic dels greus es produeix sense tot just variar el nivell de dolor: tot es concentra en una pèrdua de capacitat de sentir que eleva els llindars d'audició a aquestes freqüències i compacta totes les corbes acostant-les, fent per tant que en aquestes regions greus els ‘salts' de potència necessaris per a incrementar la presència de so percebuda siguin menors del que caldria esperar (parlo dels ‘salts', perquè els nivells absoluts són sempre molt majors).
- Convé destacar també el que la part d'alts nivells és, comparativament, molt més ‘plana’, amb una sensació molt més ‘equilibrada’ en el sentit que corri parella al nivell de pressió sonora sense massa alts i baixos segons es tracti de les unes o les altres freqüències.

Perquè es puguin fer mesuraments de manera representativa a la nostra percepció subjectiva, s'han elaborat les corbes de ponderació, que són:
Ponderació A - Un mètode d'ajustar els mesuraments perquè coincideixin amb el llindar de sensibilitat de l'oïda humana, en les seves diferents freqüències s'empra per a mesurar relacions assenyalis/soroll en mesures elèctriques, o en corbes de mesurament d'aïllament acústic. Una mesura ponderada A representa a com sentirà l'oïda humana un senyal sense ponderar a nivells pròxims al seu llindar d'audició, donant una importància a les freqüències mitjanes relativament alta si la comparem amb la seva sensibilitat en greus i aguts en el llindar.
Ponderació B - Un mètode d'ajustar els mesuraments perquè coincideixin amb la sensibilitat mitjana de l'oïda humana, en les seves diferents freqüències. És poc empleada. Una mesura ponderada B representa a com sentirà l'oïda humana un senyal sense ponderar a nivells mitjans de la seva capacitat d'audició.
Ponderació C - Un mètode d'ajustar els mesuraments perquè coincideixin amb el límit de sensibilitat de l'oïda humana, en les seves diferents freqüències. S'empra especialment en aïllament acústic per a donar una sobre importància a les freqüències baixes, i establir amb ella diferències respecte a la ponderació A. Una mesura ponderada C representa a com sentirà l'oïda humana un senyal sense ponderar a nivells pròxims al seu llindar del dolor.